# Nguyễn Thế Truyền
Nguyễn Thế Truyền (17 tháng 12 năm 1898—19 tháng 9 năm 1969) là một nhà chính trị người Việt từng hoạt động trong phong trào vận động đòi người Pháp rút khỏi Việt Nam vào đầu thế kỷ XX.

## Thân thế
Ông quê làng Hành Thiện, tỉnh Nam Định, con một gia đình quyền thế: ông nội là Nguyễn Duy Hàn làm tuần phủ tỉnh Thái Bình, cha ông là Nguyễn Duy Nhạc từng làm làm tri phủ Quốc Oai, tỉnh Sơn Tây; rồi án sát tỉnh Hà Nam.
Nguyễn Thế Truyền theo ông nội từ năm lên 7 tuổi, học ở trường Tiểu học Pháp Việt tại tỉnh lỵ Thái Bình. Năm học lớp 4 (1910) ông được gửi sang Pháp học theo Phó Công sứ tỉnh Thái Bình là Charles Marie Gaston Dupuy khi ông này về Pháp nghỉ phép. Tại Pháp, Nguyễn Thế Truyền làm học sinh nội trú tại trường Tư thục Parangon của Hội Alliance Francaise (tức Hội Pháp văn đồng minh, chuyên phổ biến ngôn ngữ và văn hóa Pháp khắp thế giới). Do thành tích xuất sắc, dẫn đầu lớp nên ông được chính phủ Đông Dương cấp học bổng mỗi năm 1200 francs, theo nghị định ngày 17/5/1913 của Toàn quyền Đông Dương. Cũng vào năm 1913, một trái tạc đạn của Việt Nam Quang phục Hội giết chết ông nội của ông là tuần phủ Nguyễn Duy Hàn.
Năm 1915, ông đậu bằng Brevet supérieur và trở về quê hương thăm nhà, khi ấy danh tiếng ông lẫy lừng khắp Bắc Kỳ vì đã đi du học Pháp và là một trong số ít người Việt Nam đầu tiên đậu bằng Brevet supérieur. Từ năm 1916 đến 1920, Nguyễn Thế Truyền học tại trường kỹ sư hóa học và trường Đại học khoa học ở Toulouse (Pháp), đồng thời ông cũng tự học để thi bằng Tú tài để sau có thể học thêm ở Đại học Văn khoa. Sau khi đậu bằng kỹ sư hóa học, cử nhân lý hóa, năm 1920, Nguyễn Thế Truyền về nước thăm gia đình và học chữ Hán từ cụ Nguyễn Hữu Cung (Cả Cung) là người làng từng đậu nhị trường. Năm 1921, ông Nguyễn Thế Truyền trở lại Pháp học ban tiến sĩ khoa học tại Đại học Sorbonne (Paris) và ghi danh học cử nhân văn khoa ban triết học tại trường này. Đến cuối năm 1922, ông đã đậu xong cử nhân triết học.

## Hoạt động chính trị
Trong thời gian ở Pháp ông liên lạc và sinh hoạt với các ông Phan Chu Trinh, Phan Văn Trường, Nguyễn An Ninh và Nguyễn Sinh Cung được người đương thời gọi là "nhóm Ngũ long." Bút hiệu "Nguyễn Ái Quốc" trên "Thỉnh nguyện thư của dân tộc An Nam" được ghi nhận là đại diện cho bốn ông: Phan Chu Trinh, Phan Văn Trường, Nguyễn Thế Truyền, và Nguyễn Sinh Cung.
Trong thời gian tại Pháp ông gia nhập Đảng Xã hội Pháp rồi Đảng Cộng sản Pháp (1922) và chính ông là người giới thiệu Nguyễn Sinh Cung đến với chính giới Đảng Xã hội Pháp và Đảng Cộng sản Pháp. Khi được tin Phan Bội Châu bị quản thúc, ông hoạt động tích cực đòi nhà chức trách Pháp trả tự do cho nhà chí sĩ họ Phan. Ông đứng ra quyên góp hơn 6.000 franc Pháp để gửi về cho Phan Bội Châu khi được tin ông bị đưa an trí ở Huế, số tiền mà luật sư Phan Văn Trường gọi là "món nợ thiêng liêng" đối với nhà chí sĩ.
Nguyễn Thế Truyền từng làm Phó Chủ tịch Hội Liên hiệp Thuộc địa năm 1925. Ông đã đóng góp bài vở và từng làm chủ bút (năm 1925) cho báo Le Paria của Đảng Cộng sản Pháp nhưng sau ông từ bỏ chủ thuyết Cộng sản và cho ra một tờ báo riêng mang tên Việt Nam hồn (ra được 8 số từ Tháng Giêng đến Tháng Tám 1926), rồi Hồn Việt Nam (4 số), L'Ame Annamite, La Nation Annamite và tờ Phục quốc vào cuối năm 1926 đòi hỏi chính quyền Pháp đáp ứng nguyện vọng tự do của dân Việt Nam. Sau lại thêm tờ Viet Nam xuất bản vào Tháng Chín năm 1927. Cộng tác với ông là nhà văn Mai Lâm Nguyễn Đắc Lộc. Những tờ báo này là tụ điểm của nhiều Việt người đồng chí hướng ở Pháp, khai sinh ra An Nam Độc lập Đảng. Ông làm chủ tịch đảng này đến năm 1928 thì giao lại cho Tạ Thu Thâu để về Việt Nam, sống ở Nam Định với vợ người Pháp.. Ông cũng đã sáng lập ra Tập đoàn Thuộc địa tại Pháp năm 1937 và được người Pháp rất nể vì, các nhà cách mạng các thuộc địa Pháp coi ông như bực đàn anh đã hướng dẫn họ trong việc tranh đấu chống thực dân đế quốc.
Một giai thoại còn lưu truyền là việc ông đánh tổng đốc Thái Bình Vi Văn Định khi quan tổng đốc tỏ ra hống hách, ngang ngược ở bến đò Tân Đệ.
Vào thập niên 1940 ông bị Sở mật thám Đông Dương theo dõi và kết tội thông đồng với Đế quốc Nhật Bản nên bị án đày sang Mã Đảo vào năm 1941 cùng với người em là Nguyễn Thế Song đến năm 1946 mới được thả. Trở về nước, ông viết báo viết sách nói về mối băn khoăn trước thời cuộc và đề nghị với các chính quyền quốc gia những cải cách cần thiết để nền độc lập quốc gia, nền tự do dân chủ được vững bền.
Sau Hiệp định Genève (1954) ông di cư vào Nam, tiếp tục nghề báo thời Việt Nam Cộng hòa rồi ra tranh cử trong cuộc bầu cử tổng thống năm 1961 thời Đệ Nhất Cộng hòa liên danh với Hồ Nhựt Tân nhưng thất bại.
Ông mất ngày 19 Tháng Chín năm 1969 tại Sài Gòn, được an táng tại nghĩa trang Hội Gò Công tương tế, sau được chuyển đến nghĩa trang nhân dân ở Thủ Dầu Một (tỉnh Bình Dương).

### Đời tư
Cuối năm 1922, Nguyễn Thế Truyền lấy một phụ nữ người Pháp là cô Madeleine Marie Clarisse Latour, sinh năm 1898, có bằng y tá nhưng không hành nghề, mà làm nghề chỉnh sửa trang phục phụ nữ.
Ông bà sinh được 04 người con:
1. Nguyễn Trưng Trắc (tên Pháp là Christiane) sinh tại Pháp năm 1923.
2. Nguyễn Trưng Nhị (tên Pháp là Niquette), sinh tại Pháp năm 1925.
3. Nguyễn Quốc Tuấn tức Thế Tôn (tên Pháp là Claude), sinh tại Pháp năm 1927.
4. Nguyễn Thế Hào (tên Pháp là Jean) sinh ở thành phố Nam Định (Việt Nam) năm 1931.

Khi mới đến Paris học ở trường Sorbonne năm 1921, Nguyễn Thế Truyền ở số 3 đường Champollion, Paris. Đầu năm 1922 ông đến ở nhà cụ Phan Văn Trường số 6 villa des Gobelins Paris. Sau khi cụ Trường ở Mayence (Đức) về Pháp tháng 5/1922 thì ông Truyền thuê nhà ở tầng lầu 5, nhà số 6 đường Saint-Louis-en-l'Ile, Paris.
Gia đình ông bà Nguyễn Thế Truyền sinh sống rất bình dân giản dị. Ông dùng hết thì giờ làm cách mạng, kiếm được bao nhiêu tiền đều dùng trong công cuộc cách mạng, còn tiền sinh hoạt đều do vợ đảm nhận. Bà không bao giờ than thở về việc này, mà lấy làm hãnh diện được giúp chồng để chồng dùng hết thì giờ vào việc tranh đấu cho tự do đất nước. Mỗi khi có cuộc họp như biểu tình, diễn thuyết bà đều đi tham dự.